# Stig Blomqvist

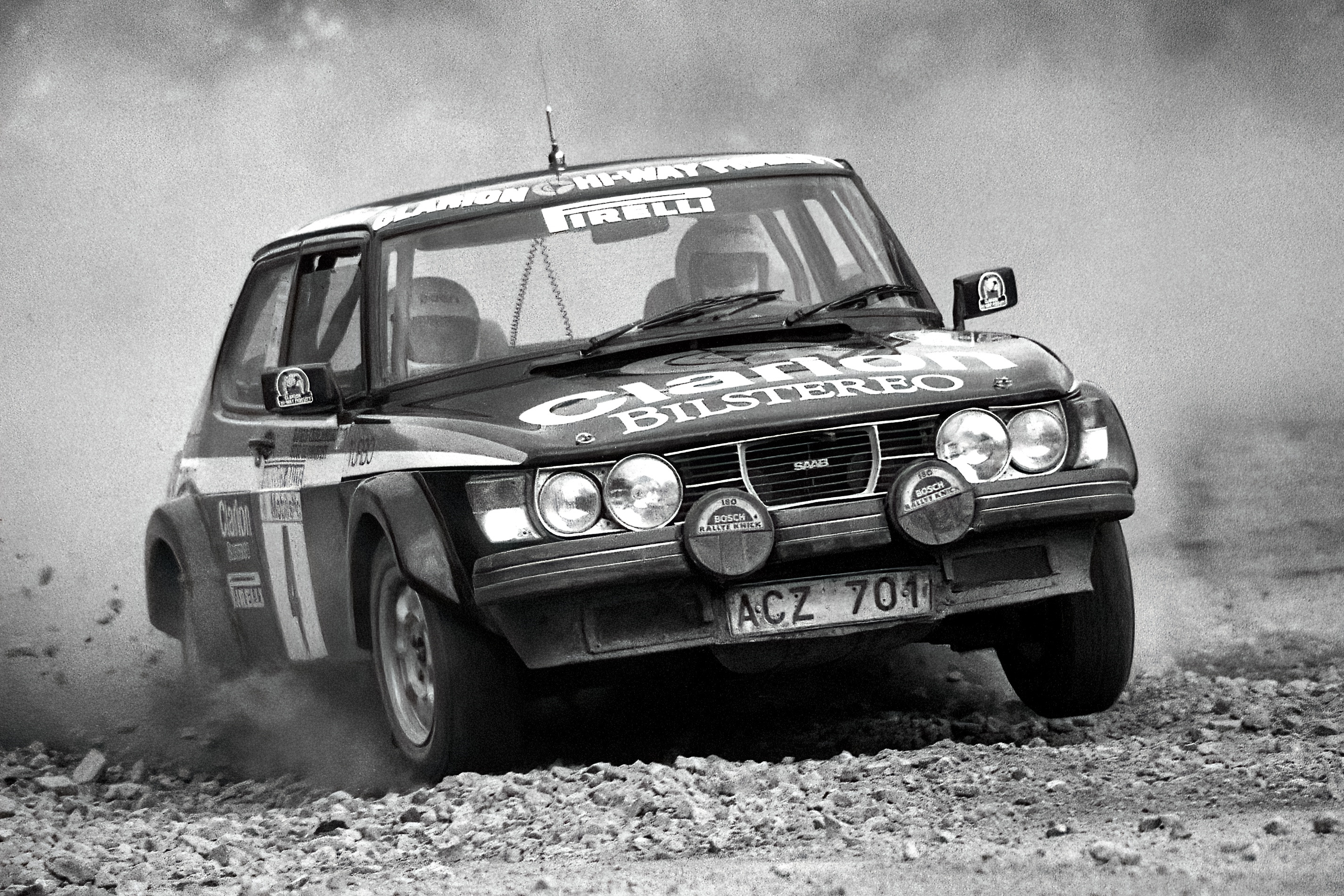
Stig Blomqvist pilotant un Saab 99 l'any 1980.

Stig Blomqvist (Örebro, Suècia, 29 de juliol de 1946) va ser un pilot de ral·lis suec, que va guanyar el ral·li de Suècia diverses vegades i va ser el campió del Campionat Mundial de Ral·lis de 1984. Al llarg de la seva trajectòria mundialística va aconseguir 11 victòries i 33 podis.

## Trajectòria
Blomqvist va aconseguir el carnet de conduir quan tenia 18 anys, i immediatament, va participar en un ral·li local suec, i va quedar segon conduint un Saab 96. Després va passar a conduir per l'equip de Saab oficial, i va aconseguir la seva primera victòria internacional al ral·li de Gal·les de 1971.
Va guanyar el ral·li de Suècia els anys 1971, 1972, 1973, 1977, 1979, 1982 i 1984. L'any 1982 Saab va deixar el campionat i Blomqvist va conduir per a Lancia i Talbot abans de ser un dels primers a conduir un WRC amb tracció a les quatre rodes, concretament amb l'Audi Quattro. L'any 1984 va obtenir cinc victòries i va convertir-se en el campió del Campionat Mundial de Ral·lis. En l'època dels Grup B també va conduir per Nissan, Ford i Peugeot. En els anys noranta va utilitzar la seva experiència per competir amb cotxes de tracció a dues rodes, concretament ajudant a Skoda a desenvolupar el seu Felicia Kit Car. El 1996, amb uns cinquanta anys, va quedar tercer amb l'Skoda Felicia Kit Car.
Ha estat guanyador en deu ocasions del Campionat de Suècia de Ral·lis dels anys 1971, 1972, 1973, 1974, 1975, 1976, 1978, 1980, 1982 i 1994, així com en sis ocasions del Campionat de Muntanya suec els anys 1982, 1983, 1987, 1988, 1989 i 1993. També ha guanyat el Campionat Britànic de Ral·lis del 1983.
El 2001, amb la seva copilot Ana Goñi, va competir al Campionat Mundial de Ral·lis en categoria Grup N, amb un Mitsubishi Lancer Grup N, acabant cinquè del campionat. L'any 2002 va tornar a Skoda per participar en alguns ral·lis del Campionat Mundial de Ral·lis amb la marca txeca.
L'any 2009 va guanyar la Carrera Panamericana.

## Victòries al WRC
| #  | Ral·li                  | Any  | Copilot         | Vehicle            |
| -- | ----------------------- | ---- | --------------- | ------------------ |
| 1  | Ral·li de Suècia        | 1973 | Arne Hertz      | Saab 96 V4         |
| 2  | Ral·li de Suècia        | 1977 | Hans Sylvan     | Saab 99 EMS        |
| 3  | Ral·li de Suècia        | 1979 | Björn Cederberg | Saab 99 Turbo      |
| 4  | Ral·li de Suècia        | 1982 | Björn Cederberg | Audi Quattro       |
| 5  | Ral·li de Sanremo       | 1982 | Björn Cederberg | Audi Quattro       |
| 6  | RAC Ral·li              | 1983 | Björn Cederberg | Audi Quattro A2    |
| 7  | Ral·li de Suècia        | 1984 | Björn Cederberg | Audi Quattro A2    |
| 8  | Ral·li Acròpolis        | 1984 | Björn Cederberg | Audi Quattro A2    |
| 9  | Ral·li de Nova Zelanda  | 1984 | Björn Cederberg | Audi Quattro A2    |
| 10 | Ral·li de l'Argentina   | 1984 | Björn Cederberg | Audi Quattro A2    |
| 11 | Ral·li de Costa d'Ivori | 1984 | Björn Cederberg | Audi Sport Quattro |